# Дардания (Мала Азия)
 Тази статия е за областта в Мала Азия.  За областта на Балканите вижте Дардания (Европа).  
Дардания в древногръцката митология е името на области на Фригия, намиращи се в основата на планината Ида в Мала Азия и владени от тракиеца Дардан, откъдето получили името си.
Дардан е баща на Ил, основателя на Троя (Илион) и дядо на Трос. Оттук той е родоначалник на троянските царе и предтеча на Хектор и Еней.
Хари Търсън Пек в, Harper's Dictionary of Classical Antiquity, 1898 определя Дардания като "област в Троада, която лежи по протежение на Хелеспонт, югозападно от Абидос и непосредствено до тероторията на Илион (Троя). Жителите на Дардания (дарданите) се появяват в Троянската война предвождани от Еней, в близък съюз с троянците с чието име е заменено тяхното особено от римските поети."